# Пам'ятки естетичної думки
Пам'ятки естетичної думки — українська книжкова серія, що виходила у київському видавництві «Мистецтво» з 1966 до 1990 року. Зазвичай щороку виходило 1-2 томи. Книги у серії мали зменшений формат та суперобкладинку. Метою серії було ознайомлення читачів із найвидатнішими працями з питань естетики, написаними українськими та зарубіжними авторами. Серія охопила твори мислителів античного світу, доби Відродження, просвітництва, російських та українських класиків.

## Книги серії
| Автор                         | Назва                                                            | Рік  |
| ----------------------------- | ---------------------------------------------------------------- | ---- |
| Леся Українка                 | Про мистецтво                                                    | 1966 |
| Дені Дідро                    | Парадокс про актора                                              | 1966 |
| Нікола Буало                  | Мистецтво поетичне                                               | 1967 |
| Арістотель                    | Поетика                                                          | 1967 |
| Олександр Довженко            | Про красу                                                        | 1968 |
| Готгольд-Ефраїм Лессінг       | Лаокоон                                                          | 1968 |
| Микола Чернишевський          | Естетичні відношення мистецтва до дійсності                      | 1970 |
| Джорджо Вазарі                | Життєписи найславетніших живописців, скульпторів та архітекторів | 1970 |
| Тарас Шевченко                | Про мистецтво                                                    | 1971 |
| Митрофан Довгалевський        | Поетика                                                          | 1973 |
| Едвард Гордон Крег            | Про мистецтво театру                                             | 1974 |
| Фрідріх Шиллер                | Естетика                                                         | 1974 |
| Федеріко Гарсія Лорка         | Думки про мистецтво                                              | 1975 |
| Віссаріон Бєлінський          | Думки про мистецтво                                              | 1976 |
| Поль Лафарг                   | Про естетику і літературну критику                               | 1977 |
| Бертольт Брехт                | Про мистецтво театру                                             | 1977 |
| Ромен Роллан                  | Думки про мистецтво                                              | 1977 |
| Вільям Гоґарт                 | Про красу                                                        | 1978 |
| Лев Толстой                   | Про мистецтво                                                    | 1979 |
| Іван Франко                   | Краса і секрети творчості                                        | 1980 |
| Павло Тичина                  | Про мистецтво і літературу                                       | 1981 |
| Оноре Бальзак                 | Думки про мистецтво                                              | 1981 |
| Роза Люксембург, Клара Цеткін | Про літературу і мистецтво                                       | 1982 |
| Йоганн-Фольфганг Гете         | Поезія і правда                                                  | 1982 |
| Стендаль                      | Естетика реалізму                                                | 1983 |
| Віктор Гюго                   | Мистецтво і народ                                                | 1985 |
| Олександр Потебня             | Естетика і поетика слова                                         | 1985 |
| Райнер Марія Рільке           | Думки про мистецтво і поезію                                     | 1986 |
| Анатолій Луначарський         | Про літературу і мистецтво                                       | 1986 |
| Луї Арагон                    | Зброєю слова                                                     | 1987 |
| Генріх Гейне                  | Про художню творчість                                            | 1988 |
|                               | Віхи в історії античної естетики                                 | 1988 |
| Йоганн Йоахім Вінкельман      | Про художній ідеал прекрасного                                   | 1990 |
| Андре Моруа                   | Мистецтво і життя                                                | 1990 |